# Tokugawa Iesato
El príncipe Tokugawa Iesato (徳川 家達?  24 de agosto de 1863 – 5 de junio de 1940) fue el primer jefe del clan Tokugawa después del derrocamiento del bakufu Tokugawa, y una figura en la política japonesa durante el Meiji, Taishō y principios del período Shōwa Japón. Cuando el Príncipe Tokugawa viajó a otras naciones que representan a Japón durante sus viajes diplomáticos, generalmente presentó su nombre como Príncipe Iyesato Tokugawa.

## Primeros años
Tokugawa Iesato nació en la rama Tayasu del clan Tokugawa, bajo el nombre de Kamenosuke, se convirtió en su 16.º jefe, luego de la renuncia del último shōgun, Tokugawa Yoshinobu. Sus hermanos fueron Tokugawa Satotaka y Tokugawa Takachiyo, quienes también ocuparon la jefatura de Tayasu en diferentes momentos. Iesato también fue brevemente el daimyō del efímero Dominio Shizuoka, antes de la abolición del sistema han a principios de la década de 1870. Su guardián en ese momento era Matsudaira Naritami, el antiguo señor del Dominio Tsuyama. Era un hijo adoptivo del decimocuarto shogun, Tokugawa Iemochi y su esposa, Kazu-no-Miya Chikako o Seikan'in no Miya (aunque Iesato era el hijo adoptivo de Iemochi que solo conocieron una vez. Más tarde, la madre adoptiva de Iemochi, Tenshō-in, crio a Iesato). En 1866 fue enviado al castillo de Edo como hijo de Iemochi y fue criado por Tenshō-in y Kazu-no-Miya Chikako. En 1868 fue enviado a Kyoto por su madre, Kazu-no-Miya Chikako, y se reunió con el emperador Meiji . Se casó con la hija de Konoe Tadafusa, Konoe Hiroko, quien le dio a luz a Iemasa Tokugawa, el decimoséptimo jefe de la familia Tokugawa, Yasuko Tokugawa, quien se casó con Nobusuke Takatsukasa y le dio a luz Toshimichi Takatsukasa, Ryōko Tokugawa y Toshiko Tokugawa.

## Familia
- Padre: Tokugawa Yoshiyori
- Madre: Takai Takeko
- Padre adoptivo: Tokugawa Iemochi
- Madre adoptiva: Kazu-no-Miya Chikako
- Esposa: Konoe Hiroko (1867–1944)
- Niños: 
  - Tokugawa Iemasa
  - Tokugawa Yasuko se casó con Nobusuke Takatsukasa
  - Tokugawa Ryoko se casó con Matsudaira Yasumasa
  - Tokugawa Toshiko se casó con Matsudaira Naokuni

## Carrera y legado
En 1877, Iesato fue enviado al Eton College en Gran Bretaña para estudiar. Regresó a Japón en 1882, y recibió el título de kōshaku (公爵 príncipe?) bajo el sistema de nobleza kazoku. Se convirtió en miembro de la Casa de Compañeros de la Dieta de Japón desde su creación en 1890, y se desempeñó como Presidente de la Cámara de Compañeros de 1903 a 1933. Cuando la administración del primer ministro Yamamoto Gonnohyōe fue derribada por el escándalo de Siemens, hubo un fuerte movimiento para que Tokugawa Iesato fuera nominado para ser su sucesor como el nuevo primer ministro. 
Japón no solo apoyó militarmente a sus aliados occidentales en sus esfuerzos de guerra, sino que también ayudó a los enfermos y heridos de los aliados durante y después de la guerra. En 1917, debido a la empatía por el sufrimiento resultante de la enorme muerte y destrucción en Europa durante la Primera Guerra Mundial, el príncipe Iyesato Tokugawa y su amigo y aliado cercano el barón Shibusawa Eiichi (también conocido como el barón Eiichi Shibusawa) junto con sus otros socios japoneses publicaron una condolencia. folleto en honor a sus aliados occidentales. Este folleto de condolencias de 1917 describe a los japoneses creando una asociación que recaudó un fondo monetario que se estaba regalando a las naciones aliadas para ayudar con sus costos de salud relacionados con la guerra. Esta asociación fue encabezada por el príncipe Iyesato Tokugawa, su presidente, y el barón Eiichi Shibusawa y S. Shimada como sus vicepresidentes. Muchos de los principales líderes de Japón contribuyeron con artículos a este folleto expresando su apoyo a los Aliados. Este folleto de condolencias fue publicado en una edición en francés e inglés. El folleto de condolencias se titulaba: Japón a sus aliados: un mensaje de simpatía práctica de la Asociación de Japón para ayudar a los soldados enfermos y heridos y a otros que sufren la guerra en los países aliados. Publicado en Tokio, Japón, 1917. La biografía ilustrada The Art of Peace de Stan S. Katz destaca la alianza entre el príncipe Iyesato Tokugawa y el barón Eiichi Shibusawa mientras promovían la democracia y la buena voluntad internacional. 
La ilustración de la foto de prensa del 21 de agosto de 1918 a la derecha presenta al Príncipe Iyesato Tokugawa con su esposa e hijos. La rara foto de más de cien años fue tomada con motivo de que el Príncipe Tokugawa fuera honrado en el Quincuagésimo aniversario de ser el 16.º jefe hereditario de la rama shogunal de los Tokugawas. En 1868, medio siglo antes de esta foto, ascendió a ese prestigioso puesto de liderazgo. El hijo de Iyesato, Iyemasa, se sienta junto a su padre. Iyesato y su esposa (a la izquierda) también están acompañados por sus tres hijas. Observe que en el margen superior de la foto, varias personas observan respetuosamente mientras se toma la fotografía. 
Después de la Primera Guerra Mundial, Iesato encabezó la delegación japonesa a la Conferencia Naval de Washington. Su apoyo a la posición de Estados Unidos en la división 10: 10: 6 de la fuerza naval entre Estados Unidos, Gran Bretaña y Japón provocó una ira considerable de los movimientos ultraderechistas y las facciones conservadoras dentro de la Armada Imperial Japonesa. 
Iesato es recordado por haber recuperado la fortuna política y la reputación de la familia Tokugawa, ocupando muchos cargos de alto rango en el gobierno antes de su jubilación, incluso en 1928, siendo nombrado séptimo presidente de la Cruz Roja Japonesa, jefe de la Sociedad Japón-América, y presidente del comité organizador nacional para los Juegos Olímpicos de 1940. 
Se dice que Iesato dijo una vez sobre su padre adoptivo: "Yoshinobu destruyó la casa Tokugawa; yo la reconstruí". 
Su tumba se encuentra en el cementerio de la familia Tokugawa en el templo de Kan'ei-ji en Ueno, Tokio . Fue sucedido por su hijo Tokugawa Iemasa (también conocido como Tokugawa Iyemasa). 
En 1930, Rotary International deseaba reconocer y honrar la devoción de toda la vida del Príncipe Iyesato Tokugawa por mantener la buena voluntad internacional al seleccionarlo para ser el orador principal en su celebración de la Convención del Aniversario de Plata (25º). Hay 1930 fotos disponibles que presentan al fundador de Rotary International, Paul Harris, junto con el actual presidente de Rotary (1929-1930) M. Eugene Newsom, presentando a su orador principal, el príncipe Tokugawa, a los 15,000 rotarios que asistieron al evento de todo el mundo.
Uno de los aliados cercanos del Príncipe Tokugawa durante la década de 1930 en la promoción de la buena voluntad entre Japón y los Estados Unidos fue el Embajador Joseph Grew. En 1932, el Príncipe Tokugawa honró a Grew con una recepción cuando se convirtió en Embajador de los Estados Unidos en Japón.  
Desde finales de 1933 y hasta 1934, el príncipe Iyesato Tokugawa realizó una gira mundial. Primero llegó a los Estados Unidos en San Francisco, California. Recientemente se había retirado de su distinguida carrera de treinta años como presidente de la cámara alta del Congreso de Japón, la Cámara de los Pares . Llegó a bordo del Chichibu Maru Ocean Liner en ruta a Inglaterra. Durante sus viajes, declaró que deseaba renovar viejas amistades. El príncipe Tokugawa visitó América por primera vez en 1882, después de completar sus estudios en Inglaterra. El Príncipe mencionó que esperaba visitar la Feria Mundial que se celebra en Chicago. Además de ser unas vacaciones agradables, los viajes mundiales del Príncipe Tokugawa estaban muy dirigidos a intentar fortalecer aún más la relación de Japón con sus aliados en los Estados Unidos y Europa para resistir mejor un creciente militarismo y fascismo global. Mientras estaba en los Estados Unidos, el Príncipe Tokugawa pronunció un discurso de radio al público estadounidense describiendo las relaciones duraderas y amistosas entre Estados Unidos y Japón; También se reunió con el presidente Franklin Delano Roosevelt, así como con otros líderes del Congreso de Estados Unidos, alentando a un frente unido para evitar una posible guerra futura. Durante su visita, el Príncipe Iyesato Tokugawa en 1934 recibió un doctorado honoris causa en Derecho de la Universidad del Sur de California. El presidente de la universidad, el Dr. Rufus B. von Kleinsmid, entrega el título al Príncipe Tokugawa. De izquierda a derecha en la foto: Príncipe Iyesato Tokugawa; Iyemasa Tokugawa (hijo de Iyesato); George I. Cochran; Dr. Rufus B. von Kleinsmid. Esta presentación tuvo lugar durante un almuerzo especial el 19 de marzo de 1934 en Los Ángeles, organizado por George I. Cochran, presidente de la Junta de Síndicos de la escuela. El Los Angeles Times declaró que este título honorífico se le otorgó al Príncipe Tokugawa "en reconocimiento del distinguido servicio en la estadista internacional" y por su "apoyo a muchos movimientos filantrópicos y educativos". Al aceptar el honor, el Príncipe Tokugawa dijo respetuosamente: "Deseaba recibirlo en nombre del pueblo japonés en su conjunto y no como una distinción personal". El príncipe Iyesato Tokugawa estuvo acompañado por su hijo Iyemasa, quien era el recién nombrado Ministro de Canadá, y por su nieta, la señorita Toyo Tokugawa. El Los Angeles Times también declaró que la cena de banquete sería organizada esa noche por la Sociedad Japón-América de Los Ángeles para honrar la visita del Príncipe Tokugawa. La Sociedad Japón-América de Los Ángeles es parte de la Asociación Nacional de Sociedades Japón-América. Los Angeles Times declaró que el gobernador de California James Rolph y el exalcalde de Los Ángeles John C. Porter planeaban asistir.